# آنکه گفت آری و آنکه گفت نه
آنکه گفت آری و آنکه گفت نه نام یکی از نمایشنامه‌های آموزشی نمایشنامه نویس آلمانی برتولت برشت است. این نمایشنامه اثریست که به انتقاد از سنتهای غلط پیشینیان ( از دریچه دید نویسنده ) می‌پردازد. این نمایشنامه آموزشی توسط مصطفی رحیمی مترجم فقید ایرانی به فارسی ترجمه شد.  

## خلاصه داستان
یک روستایی دچار یک بیماری واگیر شده‌است. معلم روستا به همراه عده ای برای پیدا کردن درمان راهی سفر می‌شوند . در این میان یکی از شاگردان اصرار دارد که در این سفر این تیم را همراهی کند . در نهایت آموزگار و همراهانش قبول می‌کنند که او را همراه خود ببرند . شاگرد در میانه‌های راه خسته می‌شود و به همسفران اعلام می‌کند که دیگر قادر به ادامه این راه نیست . قوانین کهن در آن سرزمین حکم می‌کند که فرد نا توان و بریده از سفر را به حال خود رها کرده و به راه خود ادامه دهند . این قانون اجازه نمی‌دهد که یک جمع مصلحت خود را فدای یک فرد کنند.  

## آنکه گفت آری
در بخش اول نمایشنامه شاگرد با رجوع به قوانین کهن، با رضایت کامل قبول می‌کند که آموزگار و همراهانش او را رها کنند و به سفر خود ادامه دهند. همسفران نیز پیرو سنتهای پیشین او را رها کرده و برای یافتن دارو به راه خود ادامه می‌دهند. 

## آنکه گفت نه
در بخش دوم نمایشنامه اما داستان متفاوت است. شاگرد در میانه‌های راه به همراهان اعلام می‌کند که قادر به ادامه راه نیست. همراهان به او اعلام می‌کنند که باید به سنتها رجوع کرد و طبق قوانین کهن باید تیم به راهش ادامه دهد و او را رها کند. شاگرد به همراهان اعتراض می‌کند و به قوانین کهن نه می‌گوید و از این رو به مقابله با سنتهای پیشین و قوانین کهن بر می‌آید. 